# Cyrtopodion hormozganum
Espèce
Cyrtopodion hormozganum est une espèce de geckos de la famille des Gekkonidae.

## Répartition
Cette espèce est endémique de la province du Hormozgan en Iran. 

## Étymologie
Son nom d'espèce lui a été donné en référence au lieu de sa découverte, le Hormozgan.

## Publication originale
- Nazarov, Bondarenko & Radjabizadeh, 2012 : A New Species of Thin-Toed Geckos Cyrtopodion sensu lato (Squamata: Sauria: Gekkonidae) from Hormozgan Province, South Iran. Russian Journal of Herpetology, vol. 19, no 4, p. 292-298.